# Льовшин Олександр Михайлович
Олександр Михайлович Льовшин (29 жовтня(ймовірно) 1867,  Курщина — 16 липня1947, Київ) — фізіолог рослин, доктор біологічних наук, професор.
Навчався в Московському й Київському університетах. Здобув ступінь магістра ботаніки після захисту дисертації «Про опір деревини при фільтрації у зв'язку з теорією руху води в рослині» (рос. О сопротивлении древесины при фильтрации в связи с теорией движения воды в растении). Завідував кафедрою ботаніки Київських вищих жіночих курсів до 1913 року. У 1914—1916 роках був завідувачем кафедри ботаніки Саратовського університету. До 1930 року був заступником директора Інституту селекції. У 1933—1941 роках очолював кафедру фізіології та біохімії рослин біологічного факультету Київського державного університету.
Також у 1941 році був старшим науковим співробітником Інституту ботаніки. Працював у Інституті ботаніки за німецької окупації у 1941—1943 роках.
Похований на Лук'янівському кладовищі, ділянка № 16, ряд 5, місце 17.

## Наукові праці
- Alexander M. Löwschin (1908): Zur Frage über den Einfluss des Lichtes auf die Atmung der niederen Pilze [Архівовано 20 травня 2022 у Wayback Machine.]. — Botanisches Centralblatt — BH_23_1: 54 — 64(нім.)
- К вопросу об измерении сопротивления древесины при фильтрации
- К вопросу о хондриозомах (1913)
- Löwschin, A. M., „Myelinformen“ und Chondriosomen [Архівовано 21 травня 2022 у Wayback Machine.]. Berichte der Deutschen Botanischen Gesellschaft. 1913, Bd.XXXI, p. 203(нім.)
- Experimentalcytologische Untersuchungen uber die Mixochondrien in Blattern der hohoren Pflanzen (1914)
- Löwschin, A. M. (1914). Vergleichende experimental cytologische Untersuchungen über Mitochondrien in Blättern der höheren Pflanzen. Berichte der Deutschen Botanischen Gesellschaft, 32, 266-270.
- Löwschin, A. M. (1914). Zur Frage über die Bildung des Anthocyans in Blättern der Rose. Berichte der Deutschen Botanischen Gesellschaft, 32, 386-393.
- LÖWSCHIN, A. (1917). Experimental-cytological investigation on full grown leaves of the autothrophic plants in connection with the question of nature of the chondriosomes.
- А. М. Левшин. (1928) О выявлении лучших районов для производства фабричных свекловичных семян.
- Левшин, А. (1929). Цитологическое изучение листьев сахарной свеклы, пораженной мозаикой. Тр. Всес, центр. ин-та сахарной пром.(ЦНИИС), (2), 298-299.
- Левшин, А. М. (1930). О нахождении элитрозом в листьях сахарной свеклы, больной мозаикой. Мозаичные болезни сахарной свеклы; сборник статей под общей редакцией В. П. Муравьева, с. 177.
- Льовшин, А. М. (1935) До теорії первинного органічного синтезу, властивого зеленій рослині. Наукові записки Київського університету: Біологічний збірник, №1-2, с. 49-72
- Льовшин, О. М. До методики обробки даних польового досліду // Журнал Інституту ботаніки ВУАН, 1934, № 9, с. 49-55
- Льовшин, О. М. Залежність зміни маси надземної частини Nicotiana rustica L. від площі живлення // Журнал Інституту ботаніки ВУАН, 1934, № 9, с. 56-61
- Льовшин, О. М. Розподіл каучуконосної здатності в рослинному світі // Журнал Інституту ботаніки ВУАН, 1934, № 11, с. 49-55
- Льовшин, О. М. Залежність зміни маси підземної та надземної частини Beta vulgaris L. від площі живлення // Журнал Інституту ботаніки Академії наук УРСР, 1937, № 12, стр. 129-142
- Левшин О. М. Академік Євген Пилипович Вотчал (1864–1937) // Журнал Інституту ботаніки Академії наук УРСР, 1938, № 16 (24), стр. 197-209